# Magdalena Wleklik
Magdalena Wleklik (ur. 12 listopada 1977 w Warszawie) – polska scenarzystka, dramatopisarka, pisarka, reżyser, wykładowczyni akademicka. Współtwórczyni i redaktorka Biblioteki Scenariuszy Filmowych w Państwowej Wyższej Szkole Filmowej, Telewizyjnej i Teatralnej w Łodzi. 

## Życiorys
Urodziła się i wychowała w Warszawie. Ukończyła XL Liceum Ogólnokształcące z Oddziałami Dwujęzycznymi im. Stefana Żeromskiego w Warszawie. W trakcie nauki współtworzyła pismo Literat i prowadziła stałą rubrykę Literatrzyk, w której publikowała pierwsze teksty dramatopisarskie. 
Jej debiutancki dramat Żółtodzioby został zrealizowany jako Teatr Telewizji i miał premierę w TVP2 19 kwietnia 2002 roku. W tamtym okresie napisała również dramaty, publikowane w Internetowym Katalogu Współczesnych Sztuk Teatralnych dla Dzieci i Młodzieży.
W 2009 roku ukończyła studia na Wydziale Reżyserii na kierunku Scenariopisarstwo, a w 2013 roku studia na Wydziale Operatorskim na kierunku Realizacja Telewizyjna i Fotografia w Państwowej Wyższej Szkole Filmowej, Telewizyjnej i Teatralnej w Łodzi. Od 2022 roku studiuje w Szkole Doktorskiej na tej Uczelni.
Jest autorką kilkudziesięciu scenariuszy filmowych, popularnych seriali i programów telewizyjnych. W 2008 roku opublikowała powieść dla młodzieży Szykuj się do odlotu: made in European Union. Podczas studiów wygrała konkurs na najlepszy scenariusz historyczny, organizowany przez Goethe-Institut w Warszawie i wyreżyserowała swój debiutancki film krótkometrażowy Możesz być kim chcesz (2010). Miał on pokazy na wielu festiwalach, m.in. na Festiwalu Polskich Filmów Fabularnych w Gdyni, Camerimage czy Sopot Film Festival. Podjęła w nim temat trudnych relacji polsko-ukraińskich, za co została w 2013 roku uhonorowana medalem 27. Wołyńskiej Dywizji Piechoty Armii Krajowej. 
Jej drugi film krótkometrażowy Kino (2014) został dobrze przyjęty za granicą, m.in. na Międzynarodowym Festiwalu Filmowym w Cannes oraz Rome Independent Film Festival. W swojej twórczości porusza wrażliwe społecznie tematy, na przykład muzułmanów napływających na kontynent europejski w scenariuszu filmu Kim jesteś (2016) w reżyserii Magdaleny Łazarkiewicz oraz historii terroryzmu w dramacie Władcy (2016) w reżyserii Mateusza Tymury. Spektakl zdobył Buławę Hetmańską na 42. Zamojskim Lecie Teatralnym. Od 2007 roku pisze scenariusze i reżyseruje słuchowiska w Teatrze Polskiego Radia oraz Polskim Radio Szczecin. 
W 2022 roku jej scenariusz filmowy Królowa garów został nagrodzony 3. nagrodą Watchout Studio i Fundacji Rodziny Staraków w konkursie Wyobraź sobie, a następnie wygrał konkurs Script Wars i główną nagrodę Audioteki. W 2023 roku objęła rezydencję artystyczną w Willi Decjusza w ramach polsko-niemieckiego programu stypendialnego dla scenarzystów i dramatopisarzy .
W latach 2012–2022 prowadziła warsztaty pisarskie w Instytucie Badań Literackich Polskiej Akademii Nauk. Od 2022 roku jest wykładowczynią w Państwowej Wyższej Szkole Filmowej, Telewizyjnej i Teatralnej w Łodzi oraz na Uniwersytecie Łódzkim.
Od 2016 roku działa w zarządzie Koła Scenarzystów Stowarzyszenia Filmowców Polskich. W latach 2022-2024 pełniła funkcję Przewodniczącej  Zarządu Koła Scenarzystów Stowarzyszenia Filmowców Polskich.
W 2019 roku wraz z zespołem doprowadziła do powołania przez Państwową Wyższą Szkołę Filmową, Telewizyjną i Teatralną w Łodzi Biblioteki Scenariuszy Filmowych- otwartego zbioru polskich scenariuszy filmowych, dostępnego bezpłatnie dla wszystkich użytkowników internetu. 

## Twórczość

### Scenarzystka i reżyserka filmowa
- 2010: Możesz być kim chcesz[9]
- 2014: Kino[10]
- 2016: Kim jesteś[11]
- w produkcji: Królowa garów[12]

### Dramatopisarka teatralna
- 2001: Żółtodzioby[13]
- 2012: Dźwiękoszczelni
- 2016: Władcy[14]

### Autorka i reżyserka słuchowisk (wybrane)
- 2007: Mam plan[15]
- 2011: Mosty[16][17]
- 2014: Agent wolności[18]
- 2017-2018 Matysiakowie[19]
- 2018: Anna Karenina – adaptacja[20]
- 2019: Konsul[21]
- 2025: Beksa[22]

### Autorka książek
- 2008: Szykuj się do odlotu[23]
- 2025: Jak napisać słuchowisko? Opracowanie dla autorów scenariuszy audio

## Odznaczenia i wyróżnienia
- 2013 -  Medal 27. Wołyńskiej Dywizji Piechoty Armii Krajowej za całokształt twórczości związanej z historią II Wojną Światową
- 2014 - 3. nagroda w konkursie Horyzonty Wolności Teatru Polskiego Radia za scenariusz słuchowiska "Agent wolności"
- 2017 - Buława Hetmańska nagroda publiczności na 42. Zamojskim Lecie Teatralnym za dramat "Władcy"
- 2022 - 3. nagroda Watchout Studio i Fundacji Rodziny Staraków w konkursie Wyobraź sobie za treatment "Królowa garów"
- 2022 - 1. nagroda Mazovia Warsaw Film Commission w konkursie SCRIPT WARS za scenariusz "Królowa garów"
- 2022 - 1. nagroda AUDIOTEKI za scenariusz "Królowa garów"